# بحيرة أورلوفاشكو
بحيرة أورلوفاشكو, هي بحيرة تقع على جبل زيلينجورا على ارتفاع 1438م. وهي واحدة من بين التسع بحيرات التابعة   لمحمية سوتيسكا الواقعة في الجمهورية الصربية, البوسنة والهرسك. 

## معرض الصور

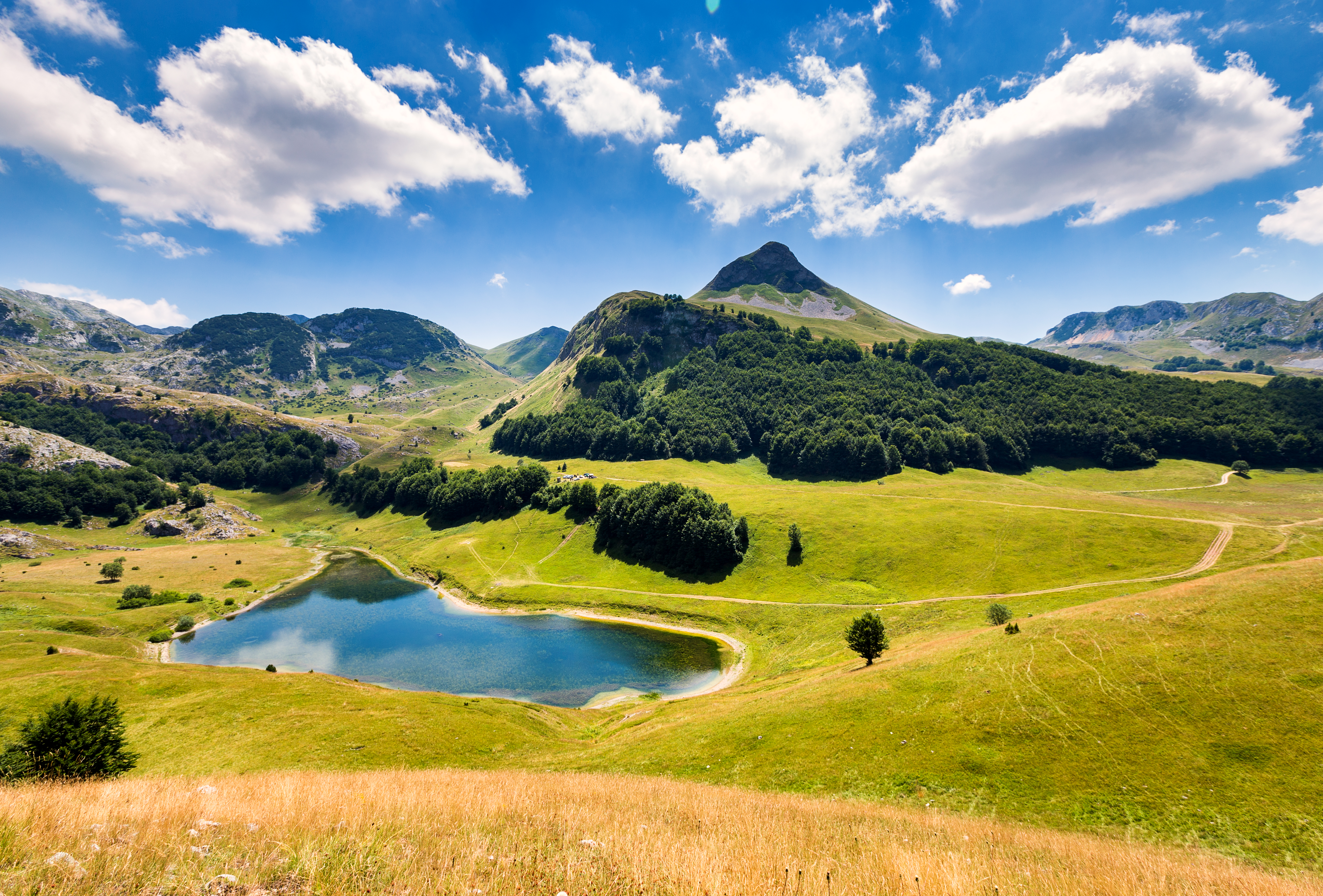
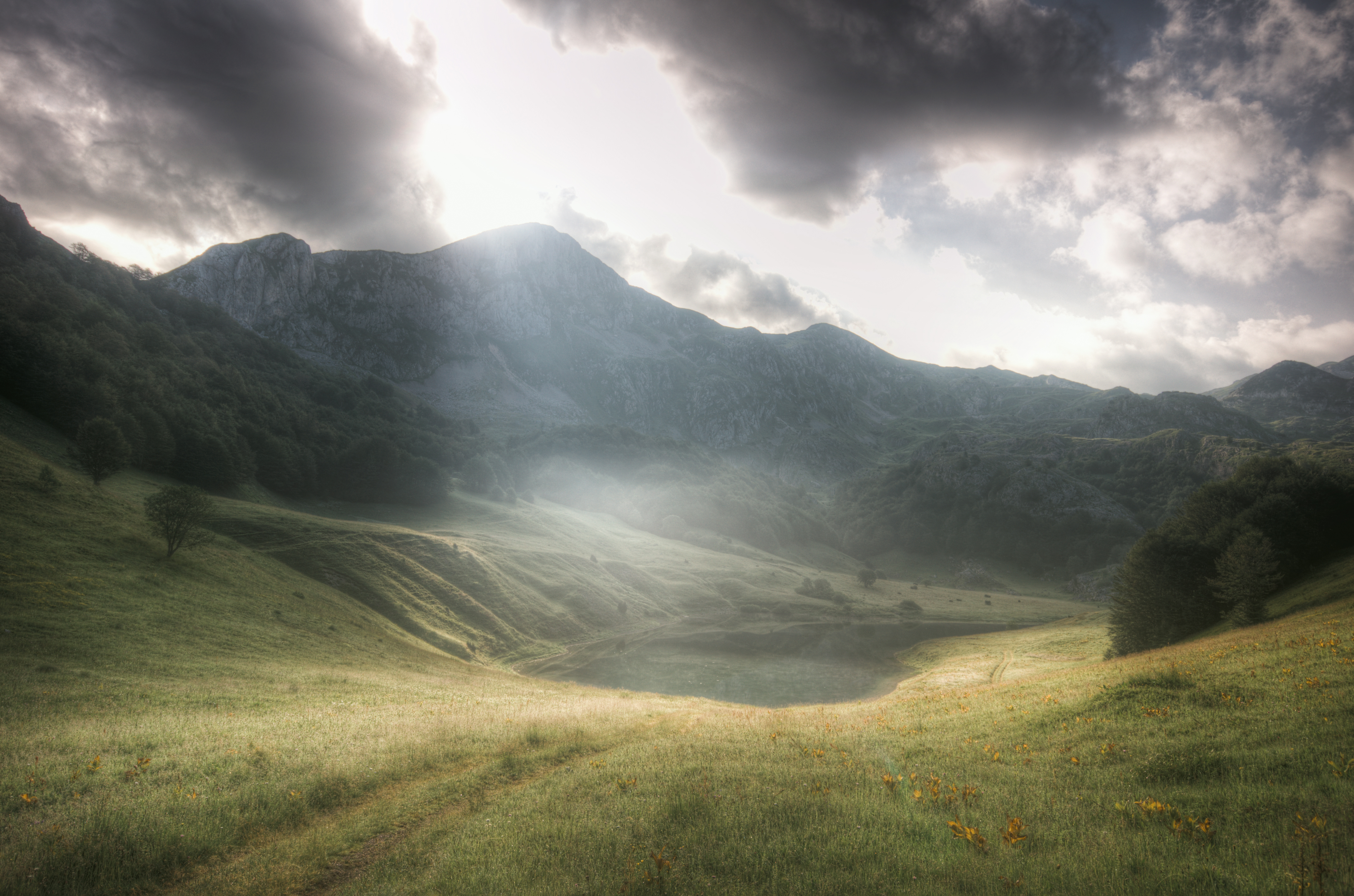
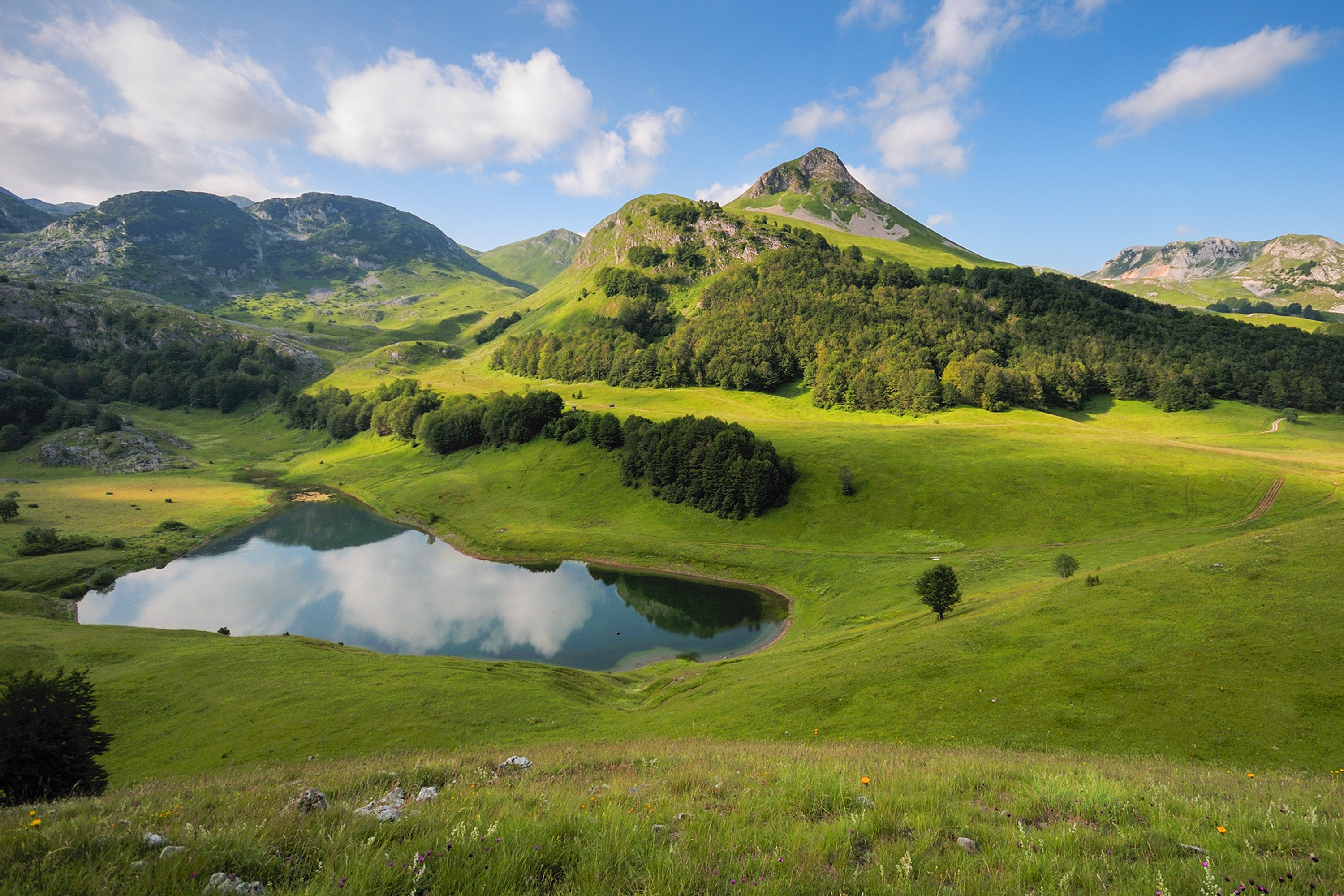
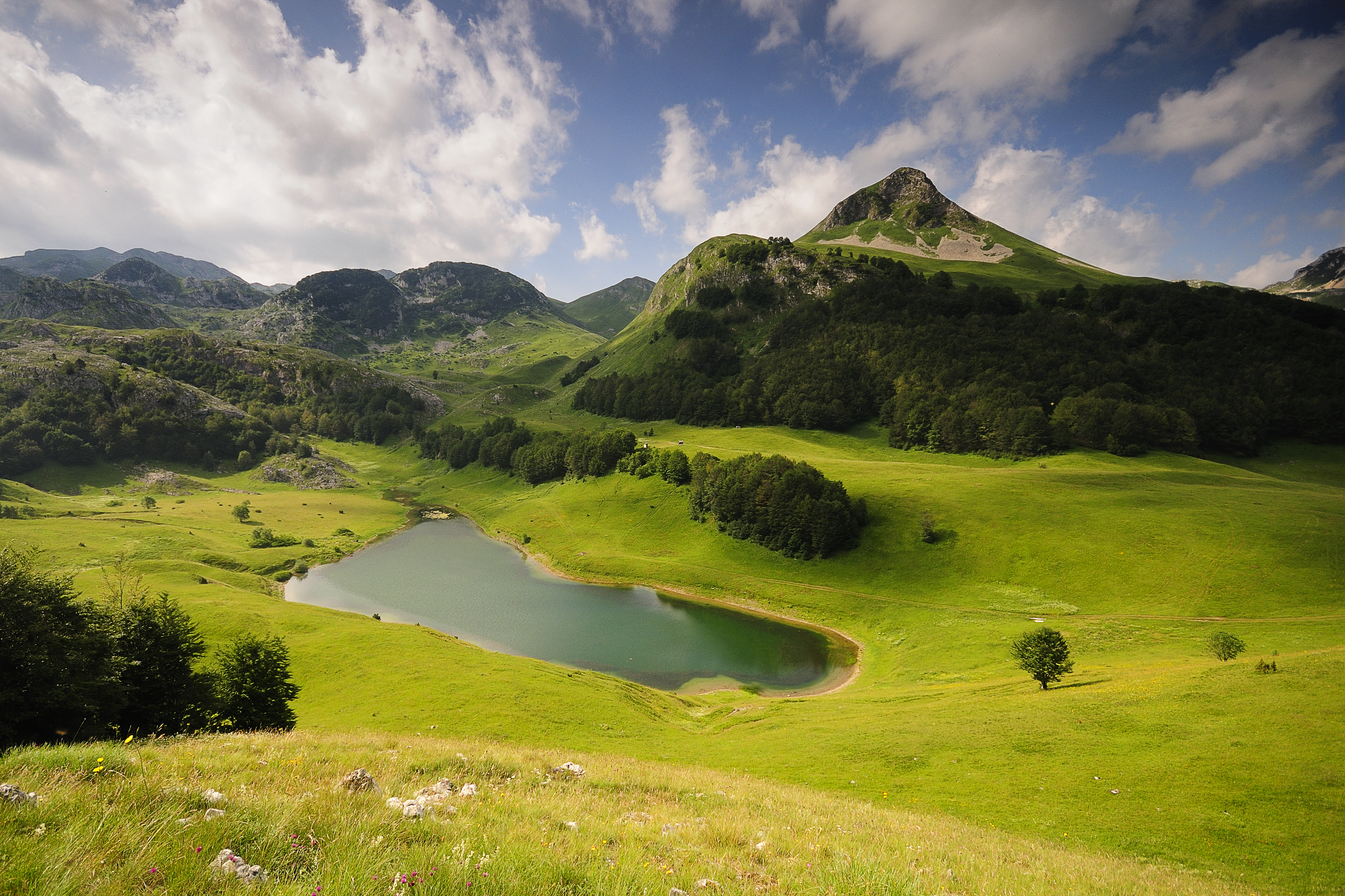